# Kharagpur (ort i Indien, Bihar)
Kharagpur är en ort i Indien.   Den ligger i distriktet Munger och delstaten Bihar, i den östra delen av landet, 1 000 km öster om huvudstaden New Delhi. Kharagpur ligger 57 meter över havet och antalet invånare är 27 492.
Terrängen runt Kharagpur är platt åt sydost, men åt nordväst är den kuperad. Runt Kharagpur är det mycket tätbefolkat, med 1 632 invånare per kvadratkilometer. Kharagpur är det största samhället i trakten. Trakten runt Kharagpur består till största delen av jordbruksmark.